# Alexis Santini
Pour l’article homonyme, voir Santini.
Alexis Santini, né le 31 octobre 1914 à Ota en Corse et mort le 31 janvier 1997 à Paris, est un militaire, résistant, puis colonel de l’armée de l’Air française.
Il est, avec sa femme l’officier médecin et pilote Valérie André (1922-2025), pionnier de l’usage de l’hélicoptère pour l’évacuation sanitaire dans les zones de guerre.

## Biographie

### Avant 1939
Fils d’agriculteur, Alexis Santini fait ses études à l’école d’Ota. Il s'engage dans l'armée en 1935 au bataillon de l'Air à Istres, dans les Bouches-du-Rhône. Il est admis sur concours à l'École de formation des sous-officiers du personnel navigant en 1938. Il est nommé sergent, et obtient son brevet de pilote en mai 1939.

### Seconde Guerre mondiale
Au début du conflit, il est formé sur avion Bloch 174 et Potez 63 et affecté successivement à Istres puis Nîmes. En 1941, il rejoint la Résistance au sein du maquis Crupies dans la Drôme. Il participe aux combats dans le Dauphiné, ce qui lui vaut à la Libération la Croix de guerre,.

### Guerre d’Indochine
En 1946, Alexis Santini, promu sous-lieutenant, reçoit le commandement d'une escadrille d'observation d'artillerie en Indochine. En 1949, devenu capitaine, il effectue un stage de formation au pilotage d'hélicoptère à Cormeilles-en-Vexin à l'issue duquel il est breveté. De retour en Indochine en avril 1950, il est chargé d'assurer la récupération héliportée des blessés. Il dispose de deux Hiller 360, achetés par le Service de santé des armées. Étant alors le seul pilote d'hélicoptère militaire de toute l'Indochine, il assure lui-même les missions, évacuant près de 400 blessés. Il rencontre le médecin capitaine Valérie André, qui est aussi brevetée parachutiste, formée au pilotage d'avion et titulaire d'une licence de pilote civil d'hélicoptère. Ensemble, ils rassemblent et forment quelques volontaires pour effectuer des évacuations sanitaires héliportées,,.

### Guerre d’Algérie
En juillet 1955, il effectue un voyage aux États-Unis pour une mission d’étude commanditée par l'état-major sur les hélicoptères lourds : il recommande le Sikorsky H-34, plus manœuvrable que le Vertol H-21 de l'ALAT. Il est ensuite brièvement affecté au groupement d'hélicoptères de Boufarik en Algérie.

### Organisateur de formation
Promu commandant, il est désigné en janvier 1956 pour créer l’école de formation des pilotes d’hélicoptère à Chambéry,.

### Affaire Vincendon et Henry
C'est de Chambéry qu'il participe à la tentative de sauvetage des alpinistes Jean Vincendon et François Henry fin décembre 1956 dans le Massif du Mont-Blanc. Cette opération échoue, il y est lui-même victime d’un crash. Il prétendra plus tard avoir déconseillé l'utilisation du Sikorsky H-34 que ses supérieurs lui auraient imposée,.

### Fin de carrière
Devenu lieutenant-colonel, il est nommé en 1961 directeur des hélicoptères et des commandos de l’air à Villacoublay. Il quitte le service actif le 31 octobre 1963 ; il sera nommé colonel par la suite.

### Mort
Alexis Santini meurt le 31 janvier 1997 à l'hôpital du Val-de-Grâce, à Paris.

### Famille
Alexis Santini épouse à Issy-les-Moulineaux le 21 décembre 1963 Valérie André, qui deviendra plus tard la première femme générale de l’Armée française. Il est l’oncle de l’homme politique André Santini.

## Distinctions
Alexis Santini est commandeur de la légion d’honneur, l'insigne lui est remis par le général Lionel-Max Chassin le 18 avril 1956. Il est titulaire de 15 citations dont 10 à l'ordre de l'armée.

## Postérité

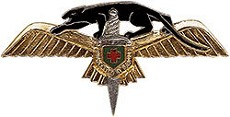
Insigne du Centre d’Instruction des Équipages d’Hélicoptères 341 «Colonel Alexis Santini »

Le Centre d'instruction des équipages d'hélicoptères 341 à Orange porte le nom de « Colonel Alexis Santini » depuis le 12 juin 2012,.